# 杭州港
杭州港，中华人民共和国28个主要内河港口之一，位于浙江省杭州市，由大运河及钱塘江沿线的钱江、运河、萧山、余杭、富阳、桐庐、建德、淳安、临安九大港区组成。

## 历史
早在秦代，秦始皇为巩固自身统治，疏浚浙西的陵水道（今江南运河上塘河故河道）和浙东的江阴水道（今浙东运河），并在钱塘江下游设置钱唐县，是为杭州城之起源。秦至六朝，钱唐县沿钱塘江上通婺州（今金华）、睦州（今建德梅城），下连外海，并由运河连通苏州、绍兴，因而港口贸易及造船业发达。隋代大运河的南北贯通奠定了杭州江海门户、大运河南端关钥的独特地位，杭州港口及城市也沿着运河铺展开来，至宋元时期杭州港口贸易达到巅峰。随着钱塘江河道南移及运河淤积，杭州港航运逐渐衰落，至明代实行海禁政策后就不再通海贸易。

## 当代发展
截至2009年杭州市内内河航道里程达2005公里，其中4级航道390公里、5级航道153公里，主要航道为钱塘江、杭甬运河、京杭运河、杭申航道、杭湖锡线。其中杭申航道为主要的货运航道，杭湖锡线则是客运的主要航道，出海主要通过运河转入邻近的上海港和宁波-舟山港，货运主要面向市内以及上海方向港口，杭州市内钢材、煤炭、油品的60%通过水运输送。
1949年到1969年，当时京杭大运河和钱塘江尚未直接连接，钱塘江沿线的闸口、海月桥（今属南星街道）、临浦，京杭运河沿线的哑巴弄、德胜坝，以及余杭塘河沿线的闲林、余杭（指老余杭）等地已经设立航运作业区。
1970年，在市区兴建艮山港作业区，并于1976年建成；同一时期各类小型水运码头也有所增加，在公路、铁路并不发达的时代，水运发展缓解杭州物资运输紧张的局面。
1980年，杭州市区武林客运码头建成，自此到1990年代初期杭州市水上客运进入兴盛期。
1989年，在闸弄口濮家建立设计年吞吐量100万吨的杂货作业区（三堡码头），同时开始修建连通钱塘江和京杭大运河的新运河。
1994年，设立钱江三堡散货作业区和九堡海运作业区。
1996年，设计年吞吐量200万吨的管家漾件杂货作业区动工，1998年开始运营，2001年完全建成，并运营至今。
1999年，始建于1929年的浙江第一码头迁移改建。
1998年，建立杭州-上海内河集装箱航线。
2005年，完成货物进出口7567万吨，货运流量主要在运河、萧山，占到全市整体货物运输量的三成左右；旅客吞吐量 539.4 万人次，旅客流量主要在淳安（千岛湖），市区客流量仅18.0万人次。
2014年，杭州港港口货物吞吐量首次突破一亿吨。

## 航运条件
杭州港受制于钱塘江感潮河段的巨大潮差以及江口的泥沙淤积，且1949年以来的大面积围垦也使钱塘江江面宽度缩减6成至8成，千吨级船只理论上只能在高潮时段自钱塘江江口出海，低潮时需要候潮入港。
同时，市区内的京杭大运河河段航运等级只能达到5级（支持载重300吨船只），部分航段还受到市区桥梁进一步限制，货运量受到限制；而沟通运河水系和钱塘江水系的三堡船闸常年超负荷运行，又因为处于钱塘江下游河道弯曲处外侧，钱塘江河口段本身发育不完全，径流量和泥沙淤积变化也导致主航道变化，间接影响船闸的通行效率，时常发生滞航。